# 新町 (西東京市)
新町（しんまち）は、東京都西東京市の町。現行行政地名では新町一丁目から新町六丁目までの6町が存在する。住居表示実施済み地区。郵便番号は202-0023。

## 地理
西東京市の南端に位置し、町域は東西に細長い。西東京市発足前の旧保谷市時代には、武蔵野市と旧田無市の隙間に入り込むような区画になっており、保谷市役所よりも武蔵野市役所や田無市役所の方が近いという環境で、行政効率から田無市との合併が求められる要因のひとつだった。
東から新町一丁目、東京都道12号調布田無線（境新道、武蔵境通り）を挟んで新町二丁目、市道を挟んで新町三丁目、東京都道253号保谷狭山自然公園自転車道線（多摩湖自転車歩行者道）を挟んで新町四丁目、市道を挟んで新町五丁目、市道を挟んで新町六丁目と並んでいる。新町一丁目に武蔵野大学、武蔵野大学中学校・高等学校があり、東京都道7号杉並あきる野線（五日市街道）沿いには商業施設が多く、残りは僅かに農地が残る他は住宅地となっている。
東は深大寺街道を挟んで柳沢、南は五日市街道を挟んで武蔵野市関前・境・桜堤、西も武蔵野市桜堤、北は鈴木街道・旧鈴木街道を挟んで向台町に隣接する。

### 河川
- 玉川上水
- 千川上水

### 面積と人口
丁目毎の面積 、人口と世帯数、および人口密度は以下の通りである。（2018年（平成30年）1月1日現在）
| 丁目       | 面積    | 人口     | 人口     | 人口     | 世帯数     | 人口密度        | 備考 |
| 丁目       | 面積    | 男       | 女       | 計       | 世帯数     | 人口密度        | 備考 |
| ---------- | ------- | -------- | -------- | -------- | ---------- | --------------- | ---- |
| 新町一丁目 | 0.18km2 | 1,077 人 | 1,205 人 | 2,282 人 | 1,211 世帯 | 12,677.8 人/km2 |      |
| 新町二丁目 | 0.09km2 | 316 人   | 358 人   | 674 人   | 322 世帯   | 7,488.9 人/km2  |      |
| 新町三丁目 | 0.11km2 | 490 人   | 484 人   | 974 人   | 415 世帯   | 8,854.5 人/km2  |      |
| 新町四丁目 | 0.11km2 | 589 人   | 603 人   | 1,192 人 | 542 世帯   | 10,836.4 人/km2 |      |
| 新町五丁目 | 0.20km2 | 1,187 人 | 1,323 人 | 2,510 人 | 1,196 世帯 | 12,550.0 人/km2 |      |
| 新町六丁目 | 0.14km2 | 626 人   | 630 人   | 1,256 人 | 521 世帯   | 8,971.4 人/km2  |      |
| 計         | 0.83km2 | 4,285 人 | 4,603 人 | 8,888 人 | 4,207 世帯 | 10,708.4 人/km2 |      |

### 小・中学校の学区
市立小・中学校に通う場合、学区は以下の通りとなる。
| 丁目       | 街区 | 小学校                   | 中学校                   |
| ---------- | ---- | ------------------------ | ------------------------ |
| 新町一丁目 | 全域 | 西東京市立保谷第二小学校 | 西東京市立柳沢中学校     |
| 新町二丁目 | 全域 | 西東京市立保谷第二小学校 | 西東京市立柳沢中学校     |
| 新町三丁目 | 全域 | 西東京市立向台小学校     | 西東京市立田無第四中学校 |
| 新町四丁目 | 全域 | 西東京市立向台小学校     | 西東京市立田無第四中学校 |
| 新町五丁目 | 全域 | 西東京市立上向台小学校   | 西東京市立田無第一中学校 |
| 新町六丁目 | 全域 | 西東京市立上向台小学校   | 西東京市立田無第一中学校 |

### 地価
住宅地の地価は、2023年（令和5年）7月1日の公示地価によれば、新町6-2-22の地点で31万3000円/m2となっている。

## 歴史
町域は江戸時代に上保谷新田として開発され、1950年代後半から宅地化が進んだ。

### 上保谷新田の開発
江戸幕府は享保7年（1722年）に新田開発奨励の高札を掲げ、武蔵野台地においても武蔵野新田として開発が推し進められた。上保谷新田は上保谷村により村請新田として開発され、範囲は現在の新町および東伏見・柳沢の各一部にわたった。上保谷新田は村方三役が置かれるなど、持添新田ではなく新田村として開発されたが、村役人は本村の上保谷村との兼任であり、『保谷市史』は実質的に持添新田のような状態であったのではないかと指摘している。
明治に編纂された『武蔵国郡村誌』は、上保谷新田は天保6年（1835年）に上保谷村から分村したとしている。天保年間に上保谷新田の名主に平井伊左衛門が就き、本村との兼任ではなくなっている。平井伊左衛門は、文政元年（1818年）に千川上水に水車を設けて製粉業を起こし、富を築いた人物である。

### 年表
- 1868年8月27日（慶応4年7月10日） - 武蔵県に所属する。
- 1869年2月23日（明治2年1月13日） - 品川県に所属する。
- 1871年12月25日（明治4年11月14日） - 品川県のうち上保谷新田を含む新座郡と入間郡が川越県に編入され、入間県が発足。
- 1873年（明治6年）6月15日 - 入間県と群馬県（第1期）が合併して熊谷県が発足。
- 1876年（明治9年）8月21日 - 熊谷県が分割され、旧入間県は埼玉県に編入される。
- 1886年（明治19年） - 上保谷村・小榑村・下保谷村・橋戸村・上保谷新田の5村で保谷連合村となる。
- 1889年（明治22年）4月1日 - 町村制施行に伴い、上保谷村・下保谷村・上保谷新田の区域より、埼玉県新座郡保谷村を設置。旧3村はそれぞれ大字となる。
- 1896年（明治29年）3月29日 - 新座郡の北足立郡への編入に伴い、埼玉県北足立郡保谷村上保谷新田となる。
- 1907年（明治40年）4月1日 - 保谷村が東京府北多摩郡へ移管され、東京府北多摩郡保谷村上保谷新田となる。
- 1940年（昭和15年）11月10日 - 保谷村が町制を施行し、東京府北多摩郡保谷町上保谷新田となる。
- 1943年（昭和18年）7月1日 - 東京都制施行により東京都北多摩郡保谷町上保谷新田となる。
- 1967年（昭和42年）1月1日 - 保谷町が市制を施行し保谷市となると同時に、町名整理を実施。
  - 上保谷新田の大部分をもって新町が設置され、同時に住居表示実施[13]。
  - 上保谷・上保谷新田の各一部をもって東伏見が設置される（住居表示実施は同年5月1日）[13]。
  - 上保谷・上保谷新田の各一部をもって柳沢が設置される（住居表示実施は同年5月1日）[14]。
- 2001年（平成13年）1月21日 - 保谷市と田無市が合併し西東京市が発足。西東京市新町となる。

## 交通

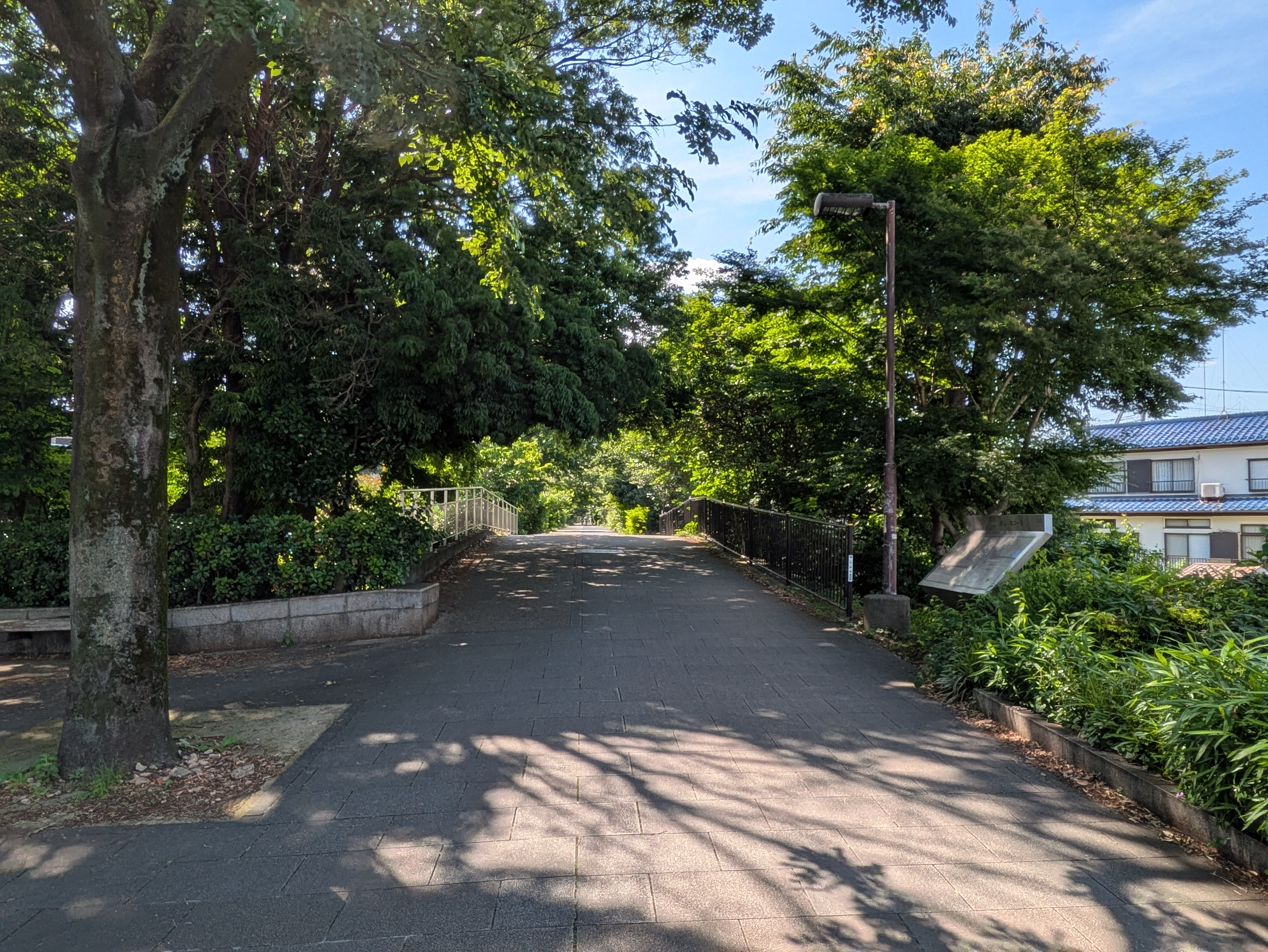
多摩湖自転車歩行者道路起点

### 鉄道
| バス利用で利用可能駅                                                                                       |
| --- |
| 西武新宿線 - 田無駅(SS 17) 西武池袋線 - ひばりヶ丘駅(SI 13) JR中央線 西武多摩川線 - 武蔵境駅(JC 13)(SW 01) |

町内に駅・鉄道路線は無い。最寄り駅は田無町四丁目の西武新宿線田無駅または柳沢六丁目の西武柳沢駅、若しくは武蔵野市境一丁目・境南町二丁目のJR中央本線・西武多摩川線武蔵境駅。

### バス
五日市街道は吉祥寺駅・三鷹駅・武蔵境駅と武蔵野市内・西東京市内あるいは武蔵小金井駅・花小金井駅を結ぶバスの経路となっており、また武蔵境通りは武蔵境駅方面から田無駅・ひばりヶ丘駅方面を結ぶバスの経路となっており、関東バス・西武バスの多数の便が行き交う。加えて、西東京市コミュニティバス「はなバス」の第3ルートが、五日市街道を経由して田無駅と東伏見駅を結んでいる。はなバスの前身である「保谷市キャンバス」は、この新町地区が保谷市役所などから遠いことを理由として不便解消のために、小金井公園東と保谷市役所間で運行していた。

### 道路
- 東京都道7号杉並あきる野線（五日市街道）
- 深大寺街道
- 東京都道12号調布田無線（境新道、武蔵境通り）
- 東京都道253号保谷狭山自然公園自転車道線（多摩湖自転車歩行者道）
- 鈴木街道

## 施設

### 新町一丁目
- 西東京市役所柳橋出張所
- 武蔵野大学、武蔵野大学中学校・高等学校（向台町一丁目に跨る）
- 至誠学舎東京
- 柳橋保育園
- 東京電力パワーグリッド 武蔵野制御所境変電所
- UR都市機構グリーンハイツ武蔵境通り（旧協同乳業東京工場）
- 武蔵野ファミリークリニック

### 新町二丁目
- 岩倉高等学校西東京運動場
- 阿波洲神社
- 日産プリンス西東京
- AOKI
- タックメイト旭屋酒店
- 伊藤皮膚科形成外科クリニック、丸山眼科クリニック
- ひらたあや整形外科

### 新町三丁目
- おおぞら公園

### 新町四丁目
- 田無警察署保谷新町交番
- エニタイム

### 新町五丁目
- 新町福祉会館 - 西東京市図書館の図書サービス（貸出・予約窓口）を併設（旧・新町分室）
- ドイトプロ小金井公園店（旧・ドン.キホーテ小金井公園店）

### 新町六丁目
- 損害保険ジャパン事務本部